# 硬門拳
硬門拳，江西拳術，為中國武術流派之一，屬於岳家拳、南拳一脈。

## 源流
硬門拳流傳於中國江西省安義，借鑑於岳飛所創的岳家拳，将拳法重心偏向“猛、狠、稳、准”上，一直在安义世代传授。

## 介紹
硬门拳的徒手套路有:大田门、小田门、六九(五十四动)、器械套路則有牛耳刀、大刀、钯、棍、板凳等。形体要求是头正、颈直、沉肩、挺胸，步型著重弓步、马步，进攻时讲究硬打硬进，以刚制刚，但防守时，則力求避开锋芒，柔而後发。套路偏向短小精悍，动作结构紧凑，往复连环，发劲偏走刚勁，拳势較為猛烈。。

## 來源
1. ↑  安义硬门拳[]
2. ↑  .   [2023-01-26]. （原始内容存档于2023-01-26）.